# Галліпольська угода (1403)
Галліпольська угода — договір, укладений між претендентом на османський престол і фактичним правителем османських територій на Балканах Сулейманом Челебі та основними християнськими державами регіону — Візантійською імперією, Венеційською республікою, Генуезькою республікою, Лицарями-госпітальєрами, Наксоським герцогством та Маоною Хіоса і Фокеї у січні або на початку лютого 1403 року. Угода була укладена після поразки османів у Ангорській битві, коли Сулейман намагався зміцнити свою власну позицію в боротьбі за спадщину зі своїми братами і містила значні поступки християнським державам, особливо візантійцям, які повернули втрачені території та досягли становища номінальної зверхності над правителем османів. Умови угоди дотримувались Сулейманом, а також Мехмедом I, переможцем у боротьбі за престолонаступництво Османської імперії, але після смерті Мехмеда в 1421 році вони були зруйновані.

## Передумови
26 липня 1402 року в Ангорській битві тюрко-монгольський воєначальник Тимур завдав поразки османській армії та полонив османського султана Баязида I. Ця знаменна подія перевернула баланс сил у регіоні, оскільки османські володіння в Анатолії були розділені Тимуром, який відновив багато незалежних турецьких бейликів, раніше захоплених Баязидом. Тимур не вторгався на Балкани, де османське завоювання також просунулося далеко: перед Ангорською битвою Константинополь, майже останній залишок Візантійської імперії, був оточений османами з усіх сторін і мало не був захоплений Баязидом. Як і в Анатолії, на Балканах раптовий крах влади Османської імперії залишив вакуум влади, в якому різні християнські сили регіону — візантійці, угорці, Венеційська республіка та низка другорядних правителів — намагалися якнайкраще забезпечити свої інтереси, оскільки були надто слабким, щоб фактично кинути виклик османській владі.
Сулейман Челебі, старший син Баязида, уникнув катастрофи під Анкарою та прибув до Галліполі 20 серпня. У той час як інші його брати залишилися в Анатолії, щоб вести справу з Тимуром і намагатися врятувати ті володіння, які ще було можливо, Сулейман заявив про контроль над османськими територіями на Балканах («Румелія»). Однак його становище там було небезпечним, і його першочерговим завданням було зв'язатися з християнськими силами регіону та домовитися з ними про перемир'я, особливо з огляду на майбутню необхідність повернутися до Анатолії та вступити в боротьбу зі своїми братами та іншими суперниками (див. Османське міжцарів'я). Вже 22 вересня венеційський сенат обговорював це питання і сподівався отримати контроль над Галліполі. Венеційці також зв'язалися з візантійським імператором Мануїлом II Палеологом, який у той час перебував у Парижі під час великої європейської подорожі з метою знайти допомоги на Заході, закликаючи його повернутися додому, оскільки племінник і регент Мануїла, Іоанн VII Палеолог, був відомий своєю симпатією до Республіки Генуя, давньої суперниці Венеції.
Невдовзі почалися переговори, і Сулейман послав послів як до Венеції, так і до Мануїла, пропонуючи значні поступки. Однак Мануїл не повертався до Константинополя до 9 червня 1403 року, і угода була досягнута під час його відсутності після переговорів, що тривали три з половиною місяці. Венеційці, які серед іншого, хотіли використати вплив Османської імперії для врегулювання свого суперництва з флорентійцем Антоніо I Аччаюолі, який захопив Афіни, послали на переговори свого найдосвідченішого дипломата, володаря Андроса П'єтро Дзено та Марко Грімані, тоді як Генуя призначила своїм посланником до східних володарів Жана де Шатоморана.

## Умови

Карта південних Балкан і західної Анатолії 1410 року, під час останніх фаз Османського міжцарів'я. Території Османської імперії на Балканах в основному відповідають положенням Галліпольського договору

Судячи з того факту, що 20 лютого писарі з Пери отримали платню за роботу над складанням договору, угода була укладена в січні або на початку лютого 1403 р. Зберігся єдиний її примірник, поганий венеційський переклад з турецького оригіналу. П'єтро Дзено також залишив звіт про переговори з османами, де він зазначає, що угоду підписано в Галліполі.
Положення договору були такими:
1. Султан Сулейман укладає «справжній мир» з «великим імператором греків [Іоанном VII Палеологом], моїм батьком», а також з «великими комунами Родосу [лицарями-госпітальєрами], Венеції, Генуї з островом Хіос, Наксоським герцогством та з усіма землями та островами, які належать їм і їхніми володіннями в Егейському та Чорному морях»[10].
2. Візантійському імператору султан Сулейман поступився «Фессалоніками і Каламарією з усією пов'язаною з ними територією», узбережжям від «Галлікоса до річки Паравардаро», а також усіма землями від Панідоса (на Мармуровому морі) до Месембрії (на Чорному морі) і областю Палатеорія з усіма її фортецями. Візантійці більше не були зобов'язані сплачувати данину і могли вільно зводити на цій території фортеці, як їм заманеться[11]. Тогочасний візантійський історик Дука дає дещо інший звіт, записуючи, що Сулейман передав «області Стрімону аж до Зетоуніону, Пелопоннес і землі, що оточують [Константинополь] від Панідоса до Гієрон-Стоміона [тобто Босфору] і всі прибережні фортеці, розташовані вздовж Чорного моря від Гієрон-Стоміона до Варни»[12]. Ці уривки були інтерпретовані як означаючі, що Сулейман поступився контролем над усіма прибережними територіями від річки Стрімон до Зетуніона (сучасна Ламія), тобто більшої частини прибережної Македонії (включаючи Халкідіки) та узбережжя Фессалії аж до затоки Маліакос. Неможливо з упевненістю сказати, наскільки далеко поширювався той контроль[13].
3. Далі Сулейман поступився «всіми замками, якими володів імператор у Туреччині». Повернення деяких фортець на узбережжі Анатолії підтверджено візантійським істориком Лаоніком Халкокондилом, але жодних подробиць з візантійських джерел не відомо[14][15]. Ідентичність принаймні деяких із цих замків наведена османським істориком Ашикпашазаде, який повідомляє, що приблизно у 1419 році султан Мехмед I повернув собі форти Гереке, Старий Гебзе, Дарика, Пендік і Картал на північному березі затоки Нікомедія, які до того часу були у руках Візантії. Однак формулювання Ашипашазаде також свідчить про те, що ці фортеці продовжували боротися з Візантією після того, а не до правління Мехмеда II (r. 1444—1446 рр., 1451—1481) вони були остаточно завойовані османами. [16] [17]
4. Якщо Тимур нападе на Константинополь, Сулейман зобов'язався допомогти захистити його своїми галерами та моряками[11].
5. Сулейман також повернув острови Північних Спорад: Скопелос, Скіатос і Скірос. Їхня данина також була анульована. [18].
6. Усім громадянам Константинополя (тобто візантійського імператора) дозволили повернутися до своїх домівок без будь-яких накладень[18].
7. Усі судові справи за часів батька та діда Сулеймана були припинені, за винятком справ про борги між окремими особами[18].
8. Сербському правителю Стефану Лазаревичу дозволили зберегти свої землі за умови, що він прийме ті самі зобов'язання, що й перед Баязидом, тобто сплачувати данину та надавати військову допомогу[18].
9. Усі франкські, венеційські, генуезькі, родосські та грецькі купці могли вільно торгувати на будь-якій території, якою володів Сулейман тоді чи в майбутньому, і були зобов'язані сплачувати мита, «які були звичайними раніше»[18].
10. Якщо торговець скоює злочин, інші торговці не повинні бути покарані, крім злочинця[18].
11. Якщо на території Сулеймана станеться кораблетроща, і товари, і пасажири будуть повернуті[18].
12. Усі порти під контролем Сулеймана будуть відкриті для християнських купців, яким буде дозволено експортувати зерно без обмежень. Податок на кожен бушель (mozo) зерна, ваги, яка використовувалася в Константинополі, був встановлений в один гіперпірон[18].
13. Кораблям Сулеймана не дозволялось виходити з Дарданелл без дозволу візантійського імператора та Християнської ліги[18].
14. Усі візантійські в'язні, які утримувалися Сулейманом або будь-яким із підлеглих йому лордів, мали бути звільнені[19].
15. Усі генуезькі в'язні, які утримувалися Сулейманом або будь-яким із підлеглих йому лордів, мали бути звільнені[20].
16. Якби генуезький раб втік на територію Османської імперії, його б повернули. Будь-який мусульманин, утримуваний генуезцями після нападу Тимура, буде звільнений[20].
17. Двадцять п'ять в'язнів з Хіоса (генуезька колонія), яких утримували османи, мали бути звільнені[20].
18. Генуезькі колонії в Чорному морі були звільнені від данини османам[20].
19. Данина в 500 дукатів, яка сплачувалась до того часу Хіосом османському губернатору в Альто Луого (Аясолук), скасовується[20].
20. Усі території, форти, житла та решту відібраного у венеційців мали повернути їм, а Афіни повернулися під їхню владу[20]. Останнє положення на ділі так і не виконали, і Антоніо I Акчайолі зберіг контроль над Афінами[21][22].
21. Венеційці отримали смугу землі шириною в п'ять миль на грецькому материку навпроти острова Евбея (венеційське володіння), але османи повинні були зберегти соляні рівнини та порти в цьому районі. Венеційці також зобов'язувалися карати тих, хто вивозить зерно з території Османської імперії без сплати митних зборів[20].
22. Сулейман погодився не збільшувати данину, що стягувалась з маркізату Бодониці, порівняно з тією, що було за Баязида, хоча маркіз змовився проти османів у Фессалії[20][7].
23. Раби з обох сторін, які намагалися втекти на територію іншої сторони, будуть повернуті[20].
24. Данина в 200 дукатів, яку до того часу сплачувало Наксоське герцогство, скасовується[20].
25. Сулейман поверне 500 венеційських полонених за умови, що венеційці звільнять усіх османських полонених[20].
26. Данина в 500 дукатів, яку до того часу платила Фокея (генуезька колонія), припинилася[20].
27. Було ратифіковано передачу графства Салона ордену госпітальєрів Морейським деспотом Теодором I Палеологом[20][23].

## Значення та наслідки
Цей договір (або інший договір із подібними положеннями) ратифікували заново, коли імператор Мануїл II повернувся із Заходу пізніше того ж року. Договір був дуже непопулярним серед османів через його поступки, але необхідність убезпечити свій тил під час громадянської війни Османського міжцарів'я з його братами змусила Сулеймана дотримуватися його до його власного повалення в 1411 році. Однак опозиція могутніх османських прикордонних воєначальників (уч-беїв), таких як Евренос-бег, могла призвести до принаймні одного серйозного пропуску в договорі: сам Галліполі залишився в руках Османської імперії, таким чином уникнувши надзвичайно невигідного становища, яке було результатом його тимчасової втрати під час савойського хрестового походу в 1366 році, коли османські володіння в Анатолії та Європі були фактично розділені.
Історик Невра Нечіпоглу підкреслює посилання Сулеймана на візантійського імператора як на «батька» в усьому договорі, вказуючи на дивовижну зміну позицій, спричинену Ангорською битвою: від васалів і данників Османської імперії, які балансували на межі знищення, після Анкари візантійці дістали певну формальну зверхність над османами і зуміли утримати її протягом кількох років завдяки вмілому застосуванню дипломатії та переключенню підтримки між конкуруючими османськими претендентами на престол. У 1411 році Сулеймана скинув і вбив його брат Муса, який продовжив захоплення більшості територій, переданих візантійцям у Македонії, Фессалії та Фракії. Однак після того, як Муса зазнав поразки від Мехмеда I у 1413 році, що поклало кінець громадянській війні в Османській імперії, новий султан знову підтвердив положення Галліполійської угоди та свою позицію «слухняного сина» імператора Мануїла, і підтримував їх до своєї смерті в 1421 р..
Після сходження на престол Мурада II і приходу на престол сина Мануїла, агресивно налаштованого до османів Іоанна VIII Палеолога, дружні візантійсько-османські відносини припинилися: Мурад розпочав коротку облогу Константинополя в 1422 році та почав тривалу блокаду Фессалонік, яка змусила Візантійців передали його Венеції в 1423 році. За мирним договором, укладеним у лютому 1424 року, візантійці знову втратили більшість територій, здобутих у Галліполі, і знову були знижені до статусу васалів і платників данини.
З венеційського боку, після заклопотаності Сулеймана справами в Анатолії з 1406 року, відносини погіршилися, оскільки місцеві прикордонні воєначальники отримали свободу дій, у той час як Венеція також опинилася втягнутою у війну за експансію проти місцевого християнського правителя Балша III, османського васала на Західних Балканах. Венеція посилала неодноразові посольства до Сулеймана в 1406—1409 роках, але безуспішно. У цей період венеційці вели прямі переговори з пашею Їгіт-беєм, правителем Скоп'є, а також із Сулейманом.  Однак венеційському послу Франческо Джустініану вдалося укласти договір із Сулейманом у 1409 році, а після повалення останнього подібний договір, Селімбрійський договір, уклали з Мусою у вересні 1411 року.